# Aili Keskitalová
Aili Keskitalová, nepřechýleně Keskitalo (severosámsky Biehttar Heaikka Elle Máreha Áili, * 29. října 1968 Kautokeino), je norská politička sámské národnosti. Za své programové priority označuje jazyková práva původních obyvatel, přeshraniční spolupráci sámských komunit a opatření proti klimatickým změnám.
Oba její rodiče byli učitelé a doma se mluvilo norsky, avšak Keskitalová plynně ovládá také severní sámštinu. Vystudovala vysokou obchodní školu v Kodani a pak pracovala pro Scandinavian Airlines a Sámskou univerzitu. V roce 2003 byla zvolena předsedkyní Norské sámské asociace (Norgga Sámiid Riikasearvi). Přivedla tuto stranu k volebnímu vítězství v roce 2005 a stala se jako nejmladší osoba a první žena v historii předsedkyní Sámského parlamentu. O funkci přišla v roce 2007, kdy se koalice rozpadla a nový předsedou byl zvolen Egil Olli ze Strany práce. Keskitalová byla znovu předsedkyní parlamentu v letech 2013–2016 a 2017–2021 a je jedinou osobou, která tuto pozici zastávala ve třech obdobích. V roce 2021 oznámila, že již nebude kandidovat, její nástupkyní v čele parlamentu se stala stranická kolegyně Silje Karine Muotkaová. 
Jejím manželem je Nils Jørgen Nystø (bratr bývalého předsedy Norské sámské asociace Svena-Roalda Nystøa) a mají tři děti. Pracovala v komisi, která v letech 2022 až 2024 vypracovala pro norskou vládu zprávu o rovnosti mužů a žen. Vystupovala také v televizním dokumentárním seriálu o životě Sámů Den stille kampen.